# Будинок земської школи (Новопавлівка)
Будинок земської школи (Новопавлівка) — пам’ятка архітектури місцевого значення (номер 228) — двоповерхова будівля кінця ХІХ ст. з підвалом, що виконувала функції міністерського училища — тобто давала освіту понад початкову.

## Історія
За функціональною типологією будівля належить до навчально-виховних закладів. Знаходиться за адресою: с. Новопавлівка Синельниківського району Дніпропетровської області, вул. Карпінського, 22. Заснована в 1901 році. Тут діти після молодшої школи продовжували здобувати освіту. Вивчали не лише читання, арифметику, граматику, але й предмети природничо-математичного циклу. Вчителі користувалися певною свободою у викладанні та мали доступ до прогресивних підручників, а також використовували наочні посібники та елементарні відомості з природознавства, географії та історії. 

## Опис будівлі
Земська школа в Новопавлівці була типовою для свого часу: двоповерхова цегляна будівля з симетричним плануванням та центральним входом. Вона виділялася високим цоколем, широкими кам'яними сходами, фронтоном над входом та рельєфним карнизом. Вікна були великими, прямокутними, що забезпечувало достатньо світла для навчальних приміщень. Нааявні два входи, підвальне приміщення. 

## Теперішній стан
Будівля пережила війну 1940-х, але серйозно пошкоджена ракетними ударами у 2025 році. 20 травня 2025 року удар КАБами знищив земську школу. Від російської атаки в будівлі знесло дах, вибило всі вікна та пошкодило стіни. З південної сторони останні роки був тренажерний зал, який також знищено.

## Див також
- Земська школа
- Будинок земської школи (Олексіївка)
- Будинок земської школи (Китайгородка)